# Łytwyniwka (obwód kijowski)
Łytwyniwka (ukr. Литвинівка, hist. pol. Litwinówka) – wieś na Ukrainie, w obwodzie kijowskim, w rejonie wyszogrodzkim. W 2001 liczyła 1350 mieszkańców.